# Andrzej Malinowski (śpiewak)

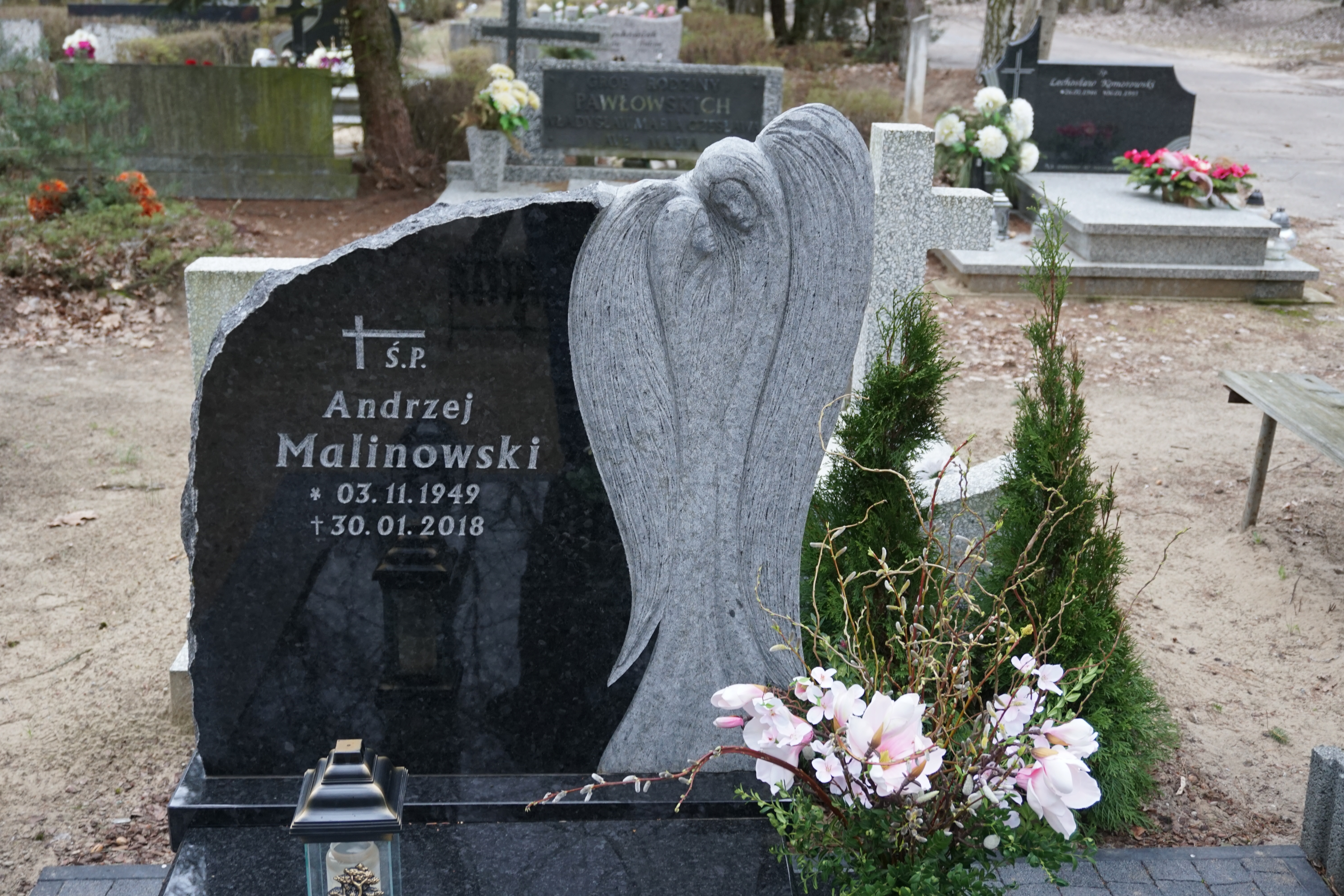
Grób Andrzeja Malinowskiego na cmentarzu Miłostowo

Andrzej Malinowski (ur. 3 listopada 1949 w Łuczywnie, zm. 30 stycznia 2018) – polski śpiewak operowy (bas), wychowanek Tatiany Mazurkiewicz, związany z Teatrem Wielkim w Łodzi. Wolnomularz.

## Życiorys
Urodził się we wsi Łuczywno, w dzieciństwie z rodzicami przeniósł się do Koła, gdzie ukończył Szkołę Podstawową nr 1 i, w 1967 roku, Liceum Ogólnokształcącego im. Kazimierza Wielkiego. Pierwszym jego angażem była rola śpiewaka w Teatrze Wielkim w Łodzi w 1974 roku, śpiewał także w Teatrze Wielkim w Poznaniu, Operze Narodowej w Warszawie, Operze Bałtyckiej oraz w Operze Wrocławskiej, Operze Krakowskiej i Operze Bytomskiej.
Ukończył studia na wydziale wokalno-aktorskim Państwowej Wyższej Szkoły Muzycznej w Łodzi w 1975, w klasie śpiewu solowego prof. Tatiany Mazurkiewicz. W 1977 ukończył z wyróżnieniem kurs mistrzowski w Wiedniu u Jamesa Kinga.
Pochowany w Poznaniu, na cmentarzu Miłostowo (pole 31, kwatera B).

## Kariera zawodowa
- Teatr Wielki w Łodzi (solista) – 1974–1978,
- sceny operowe Niemiec, m.in. Darmstadt i Berlin (solista) 1978-1983[1],
- Teatr Wielki w Warszawie (solista) – 1983-84
- Teatr Wielki w Łodzi (solista) – 1984-2005

## Nagrody i wyróżnienia[5]
- Laureat I nagrody Krynickiego Festiwalu Arii i Pieśni w 1975 r.
- Laureat II nagrody w XIII Międzynarodowym Konkursie Wokalnym im. Francesco Vinasa w Barcelonie – rok 1975.
- Zasłużony Działacz Kultury (2002)

## Repertuar
Śpiewał zarówno partie oper komediowych, jak i dramatycznych, w sumie około 100 utworów różnych typów, m.in.:
- Baron cygański – Johann Strauss (syn), postać: Pali, reż.: Weit Wolfgang, Teatr Wielki Łódź (1975)
- Otello, Giuseppe Verdi, postać: Montano, reż. Sławomir Żerdzicki. Teatr Wielki Łódź (1976)
- Wesele Figara, Wolfgang Amadeus Mozart, postać: Figaro, reż. Christiane Mielitz, Teatr Wielki Łódź (1976)
- Borys Godunow – Modest Musorgski, postać: Borys Godunow, reż. Eugeniusz Korin, Teatr Wielki (1987)
- Nabucco – Giuseppe Verdi, postać: Zaccaria, reż. Marek Okopiński, (1987)[6]
- Faust – Charles Gounod, postać: Mefistofeles, reż. Waldemar Zawodziński, Teatr Wielki, Łódź, (1993)
- Borys Godunow – Modest Musorgski, postać: Borys Godunow, reż. Marek Weiss-Grzesiński, Teatr Wielki im. Stanisława Moniuszki, (1996)
- Halka – Stanisław Moniuszko, postać: Stolnik, reż. Krzysztof Kelm, Teatr Wielki, Łódź, (2002)
- Traviata – Giuseppe Verdi, postać: Doktor, reż. Karolina Sofulak, Państwowa Opera Bałtycka, Gdańsk, (2011)

## Wolnomularstwo
Inicjowany do wolnomularstwa w warszawskiej loży „Kultura”, był także członkiem założycielem poznańskiej loży „Karol Marcinkowski”, restytuowanej w 2018 roku.